# Simaethulina
Simaethulina là một chi nhện trong họ Salticidae.